# Томар (рід)
Томара, Томар, Танвар або Тувар (гінді तँवर , तोमर, तूर) — раджпутський рід, що за легендою походить від персонажа Махабхарати Арджуни через його онука Парікшата, крім того, походження клану пов'язують із Місячною династією. 

## Історія
Томари відомі за деякими написами та монетами. Проте більшість інформації про династії походить із середньовічних бардівських легенд, які є історично достовірними. Через це реконструкція історії Томари утруднена.

##### Як феодати
Найраніші з історичних, що збереглися, Згадка про томари зустрічається в написі Пехова, виданої під час правління Гурджара-Пратихара царя Махендрапали I (бл. 885-910 р. н.е.). Цей недатований напис заявляє, що Джаула з родини Томара став успішним, служачи неназваному королю. Його нащадками були Ваджрата, Джаджука та Гогга. Напис припускає, що Гогга був васалом Махендрапали I. У ньому йдеться про будівництво трьох Вішну храмів Гоггі та його зведених братів Пурна-раджа і Дева-раджа. Храми були розташовані в Прітхуді, на березі річки Сарасваті.
Немає інформації про безпосередніх наступників Гоґґі. Напис Пехова припускає, що саме ця родина Томара проживала в районі Карналу. Однак Ф. Кілхорн припустив, що ця родина Томара насправді проживала в Делі: вони, можливо, відвідали Пехову під час паломництва та збудували там храм.

##### Як правителі
У міру того, як влада Пратіхари падала, Томари заснував суверенне князівство навколо Делі до 10 століття. Середньовічна бардська література називає цю династію "Туар" і відносить їх до одного з 36 кланів раджпутів. Згідно з бардською традицією, засновник династії Анангапал Туар (тобто Анангапала I Томара) заснував Делі у 736 році нашої ери. Проте достовірність цього твердження є сумнівною. Джерело 1526 н.е. називає наступників Анангапал Теджапала, Маданапала, Критапала, Лакханапала і Притхвіпала. У Дравья-Парикше (1318 р. н.е.) Тхаккура Пхеру згадуються монети Маданапали, Прітхвіпали та іншого правителя, Чахадапала.
Незабаром після здобуття незалежності Томари вступили в конфлікти зі своїми сусідами, Чахамани Шакамбхарі, а потім династія Гахадавала. Згідно з написом 973 р. н.е. царя Чахамана Віграхараджа II, його предок Чандана (бл. 900 р. н.е.) убив вождя Томара Рудрену (або Рудру) у битві. У кам'яному написі Харша говориться, що нащадок Чандан Сімхараджа (бл. 944-971 р. н.е.) переміг вождя томара на ім'я Лавана або Салавана.Історик Р. Б. Сінгх ідентифікує переможеного імператора як Теджапала. Інший фрагмент Чахамана прашасті (хвалебний напис), що знаходиться зараз в Аджмерському музеї, згадує, що цар Чахамана Арнорадж (бл. 1135-1150 рр. н.е.) вторгся в Країна Хаританака. Ця країна ототожнюється із територією Томара. Згідно з написом, армія Арнораджа зробила воду річки Калінді (Ямуна) каламутною, а жінок Хартінакі заплакала, але перемога Арнораджа над Томарами не була вирішальною, і як його син Віграхарадж IV довелося боротися з Томарами. Можливо, це сталося через те, що Анорадже не вдалося пройти через форт Лал Кот, збудований правителями Томари.
У працях середньовічних мусульманських істориків говориться, що король на ім'я Махіпала правил Делі в 11 столітті. Хоча ці середньовічні історики не згадують династію цього короля, деякі сучасні історики називають його правителем Томари. Цьому цареві приписують кілька монет із грубими зображеннями вершника та бика та з ім'ям «Махіпала». Ці монети схожі на монети Маудуда з Газні (роки правління 1041-50 рр. н.е.), підтверджуючи, що Махіпала, мабуть, правил в 11 столітті. Вершник і бик були характерними рисами карбування Кабул Шахі; Маудуд, напевно, прийняв цей стиль після захоплення територій Шахов. Махіпала, ймовірно, наслідував той самий стиль після захоплення форту Асігарх в регіонах Хансі і Танешвара з Маудуда. Деякі фрагментарні написи Томара знайшли в Махіпалпурі поблизу Делі. Історик Ю.Д. Шарма припускає, що Махіпала заснував нову столицю в Махіпалапурі (нині Махіпіалпур).
Декілька (три) царя Томара, здається, носили ім'я «Анангапала» (IAST: Анангапала). Один із них, як стверджується, заснував цитадель Лал Кот у районі Мехраулі. Йому також приписують будівництво резервуару Ананг Тал та греблі Анангпур. На його монетах також зображено фігуру вершника та бика та носить титул «Шрі Саманта-діва». Ці монети дуже схожі на монети царів Шакамбхарі Чахамана Сомешвари і Прітхвіраджа III, що вказує на те, що Анангапала був сучасником цих царів XII століття.В одній із кількох написів на Залізному стовпі Делі згадується Анангапала. Середньовічна легенда, згадана в копії Притхвирадж Расо, згадує легенду про стовп: брамін якось сказав Анангапале (псевдонім Білан Део), що основа стовпа лежала на голові змій Васукі, і що його правління триватиме доти, доки стовп стоятиме вертикально. З цікавості Анангапала викопав стовп, але виявив, що він залитий кров'ю Васукі. Усвідомивши свою помилку, цар наказав відновити його, але він залишився незакріпленим («дхілі»). Через це місцевість стала називатися «Діллі» (сучасний Делі). Ця легенда, мабуть, є міфом.

##### Занепад
Бардські легенди стверджують, що останній король Томара, Анангпал Томар (також відомий як Анангапала), передав трон Делі його зятю Прітхвіраджу Чаухану (Прітхвіраджа III з династії Чахаманов Шакамбхарі; бл. 1179-1192 рр. Н. Е.). Однак це твердження неправильне: історичні свідчення показують, що Прітхвірадж успадкував Делі від свого батька Сомешвари. Згідно з написом Біджолі Сомешвари, його брат Віграхараджа IV захопив Дхілліка (Делі) та Ашику (Хансі). Ймовірно, він переміг імператора Томари Анангапала ІІІ.

## Правителі
• Ананга Пала (736-754)
• Васу Дева (754-773)
• Ганг'я (773-794)
• Прітхіві Пала (794-814)
• Джая Дева (814-834)
• Ніра Пала (834-849)
• Удірадж (849-875)
• Віджая (875-897)
• Бікша (897-919)
• Рікша Пала (919-940)
• Сух Пала (940-961)
• Го-Пала (961-979)
• Саллакшана Пала (979-1005)
• Джая Пала (1005-1021)
• Кунвар Пала (1021-1051)
• Ананга Пала (1051-1081)
• Віджая Пала (1081-1105)
• Махі Пала (1105-1130)
• Акр Пала (1130-1151)
• Прітхіві Раджа (1151-???)

За Абул Фазл Айн-і-Акбарі / B Іканер манускрипт.

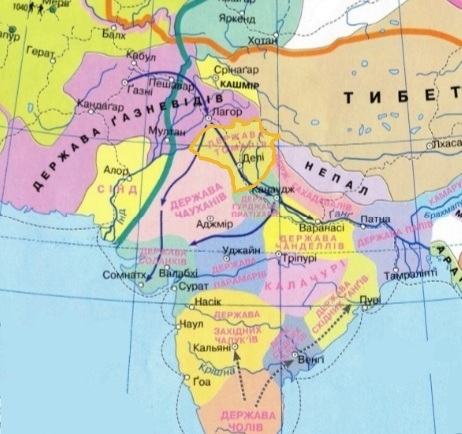
Володіння роду Томарів в X столітті (обведено помаранчевою лінією)